# Thomas Piermayr
Thomas Piermayr (Linz, 2 augustus 1989) is een Oostenrijks voetballer.

## Clubcarrière
Piermayr startte in 2008 zijn carrière bij het Oostenrijkse LASK Linz. Hij maakte op 9 juli 2008 tegen Kapfenberger zijn competitiedebuut voor Linz. In juli van 2011 tekende hij bij het Schotse Inverness waar hij op 30 juli 2011 tegen Hibernian zijn competitiedebuut maakte. Aan het einde van het seizoen vertrok hij en keerde hij terug naar Oostenrijk waar hij tekende voor Wiener Neustadt. Na eenentwintig competitiewedstrijden tekende hij op 9 juli 2013 bij het Noorse Lillestrøm. Zijn Tippeligaen debuut maakte hij op 27 juli 2013 in een met 2-0 gewonnen wedstrijd op Molde. Op 2 april 2014 tekende hij bij het Amerikaanse Colorado Rapids waar hij al sinds 29 maart op stage was. Op 6 april 2014 maakte hij tegen Vancouver Whitecaps zijn debuut voor Colorado.